# Estació de Ham (Somme)
L'estació de Ham és una estació ferroviària situada al municipi francès de Muille-Villette, a prop de Ham (al departament del Somme).
És servida pels trens del TER Picardie.
| Provinença | Estació anterior | Línia        | Estació següent | Destinació    |
| ---------- | ---------------- | ------------ | --------------- | ------------- |
| Amiens     | Nesle            | TER Picardie | Flavy-le-Martel | Saint-Quentin |
| Amiens     | Nesle            | TER Picardie | Flavy-le-Martel | Reims         |